# Dragon Ball Z - L'irriducibile bio-combattente
Dragon Ball Z - L'irriducibile bio-combattente (超戦士撃破！！勝つのはオレだ?, Sūpā Senshi Gekiha!! Katsu no wa Ore da, lett. "Sconfitta del super guerriero!! Sarò io a vincere") è un film d'animazione del 1994 diretto da Yoshihiro Ueda.
Si tratta dell'11° film di Dragon Ball Z.

## Trama
Il barone Jaguar Batter manda suo cugino Men Men a chiamare Mr. Satan, suo vecchio rivale d'infanzia, per invitarlo a casa sua e farlo combattere con dei bio-guerrieri. Mr. Satan chiede a Trunks, Son Goten e C-18 di lottare al suo posto, dicendo a quest'ultima che più combatterà in sua vece e più soldi potrà ricevere (visto che già Mr. Satan doveva dare a C-18 i soldi promessi per la vittoria del 25º Torneo Tenkaichi). Il cyborg accetta e con i due Saiyan, insieme al campione di arti marziali, si recano nella villa del barone. I tre sconfiggono rapidamente tutti i guerrieri bionici e Mr. Satan si esalta, affermando che non c'è nemmeno bisogno che lui intervenga. Allora, il barone dà una tregua ai quattro dicendo che avrebbe sfoderato il suo guerriero bionico. Goten e Trunks, allora, vanno a curiosare per la casa e, dopo avere incontrato gli scienziati, vedono il miglior guerriero bionico rinchiuso in una capsula piena di uno strano liquido. Questo bio-essere si volta, i due vedono che è Broly e si chiedono, nella paura, come mai sia ancora vivo. Al barone, infatti, era stato donato del DNA del Super Saiyan leggendario (tramite il sangue presente nella navicella) e, con la biotecnologia, ne aveva creato un clone quasi uguale in fisicità, carattere e potenza. Bio-Broly, allora, viene liberato ed una strana sostanza giallastra lo ricopre dalla testa ai piedi.
Bio-Broly si evidenzia subito per la sua potenza. Infatti, né i due Saiyan né C-18, insieme, riescono a fermare il mostro. Dopo un po' di minuti passati a combattere Broly, farà il suo ingresso uno scarto di lavorazione della biotecnologia. È una sostanza violacea che scioglie tutto ciò che incontra. Goten, Trunks e C-18 pensano a mettere in salvo tutti mentre ancora Bio-Broly cerca di ucciderli. Usciti tutti dal castello, si troveranno nella collina circondata dal mare. Broly viene ricoperto dalla sostanza viola, ma, uscito dal castello, tocca il mare. Allora, la sostanza si pietrifica e lui morirà, sgretolato in mille pezzi ed ucciso per sempre. Nell'aldilà, Son Goku viene informato del fatto che Broly (quello originale) stia causando caos all'inferno. Insieme a Paikuhan, viene allora mandato a fermarlo, ma non prima di aver finito di mangiare.

## Personaggi

### Nuovi personaggi
Bio-Broly (バイオ-ブロリー?, Baio-Burorī)
Un clone di Broly ricreato in laboratorio da alcuni scienziati, nonché il principale antagonista del film. Come clone di Broly, Bio-Broly possiede il suo stesso aspetto. Dopo che distrugge la macchina che lo conteneva, un fluido rigenerante gli colò addosso mutandone l'aspetto. Essendo un guerriero molto forte, resistette e non si squagliò, ma il liquido gli rimase impigliato addosso, e gli modificò anche gli occhi, rendendole 2 palle rosse senza pupille, e i pettorali, scoprendogli i muscoli. Possiede la stessa personalità del Broly originale. Proprio come Broly, odia Goku e chiunque gli somigli. Possiede la stessa potenza del Broly originale, proprio come lui può trasformarsi in Super Saiyan leggendario. Inoltre, come bio-combattente può assorbire il liquido di coltura per aumentare le proprie dimensioni, ingigantendosi. Bio-Broly si evidenzia subito per la sua potenza. Infatti, né i due Saiyan né C-18, assieme, riescono a fermare il mostro. Dopo un po' di minuti passati a combattere Broly, farà il suo ingresso uno scarto di lavorazione della biotecnologia, una sostanza violacea che scioglie tutto ciò che incontra. Goten, Trunks e C-18 pensano a mettere in salvo tutti mentre ancora Bio-Broly cerca di ucciderli. Usciti tutti dal castello, si troveranno nella collina circondata dal mare. Broly viene ricoperto dalla sostanza viola, ma, uscito dal castello, tocca il mare. Allora, la sostanza si pietrifica e lui morirà, sgretolato in mille pezzi ed ucciso per sempre.
Jaguar Batter (ジャガー・バッタ?, Jagā Batta)
Chiamato semplicemente Lord Jaguar, è il rivale di vecchia data di Mr. Satan. Lord Jaguar possiede una grande ricchezza, che egli utilizza in modo da avere un team di scienziati specializzati in bio genetica per clonare Broly. Il suo piano è quello di avere il clone del Saiyan per aiutarlo a rivendicare il dominio del mondo, così come anche quello di smascherare Mr. Satan come imbroglione. Jaguar invita così Mr. Satan (servendosi di suo cugino Men Men) a recarsi al suo castello per combattere contro i suoi bio-combattenti, e per costringerlo a partecipare alla lotta lo ricatta con la minaccia di rendere di dominio pubblico la storia che lui bagnava il letto durante il campo estivo scolastico qualora rifiutasse. Alla fine però, scopre nel modo più duro che il Super Saiyan leggendario non è così facilmente controllabile; a un certo punto, ordina a Bio-Broly di smettere di attaccare Trunks attaccando solo se stesso. Come il fluido rigenerante consuma la struttura del castello, quando Trunks si offre di salvarlo, Jaguar ci pensai due volte prima di accettare, credendo di meritarsi di morire per le sue azioni. Alla fine, si lascia salvare da Trunks, pur esprimendo rimorso per le conseguenze delle sue avide ambizioni.
Men Men (メンメン?, Menmen)
Il cugino di Jaguar Batter. Indossa un completo turchese con un largo cappello, e lavora al servizio del ricco cugino, il quale ha in mente un tremendo piano di vendetta nei confronti di Mr. Satan. Dopo il 25º Torneo Tenkaichi, Men Men cerca di condurre Mr. Satan nel castello di Mei Queen, per far sì che quest'ultimo si scontri con i bio-combattenti per dimostrare che Satan è un imbroglione. Quando Mr. Satan in un primo momento si rifiuta di incontrare il suo rivale dopo tanti anni, Men Men lo ricatta per costringerlo ad andare, dicendo che rivelerà al mondo del fatto che quando Mr. Satan era più giovane faceva la pipì a letto. Men Men poi conduce Satan e C-18 al castello. Dopo che Bio-Broly viene liberato, Men Men rimane quasi ucciso dal fluido rigenerante, ma viene salvato in tempo da Trunks e Goten, insieme ad altri scienziati e Jaguar.

## Distribuzione

### Edizione italiana
Il primo doppiaggio italiano del film, usato per l'uscita in VHS e per la trasmissione TV su Rai 2 nel 2001, fu eseguito dalla Coop. Eddy Cortese di Roma e diretto da Fabrizio Mazzotta, con un cast differente da quello della serie TV. La terminologia venne mantenuta fedele alla versione italiana del manga.
Il film fu ridoppiato nel 2003 dal cast italiano di Dragon Ball Z per la trasmissione in due episodi (intitolati "I bio combattenti" e "Mutazione") su Italia 1 nella serie Dragon Ball: La saga. Il ridoppiaggio fu effettuato dalla Merak Film di Milano e diretto da Paolo Torrisi su dialoghi di Manuela Scaglione e Tullia Piredda in buona parte trascritti da quelli del primo doppiaggio. Tuttavia ci sono varie differenze in questo adattamento rispetto al precedente. Tra le principali: 
- la terminologia venne cambiata utilizzando quella dell'adattamento italiano della serie TV;
- alcuni dialoghi vennero modificati per mitigare insulti e termini inadatti a un pubblico infantile;
- vennero aggiunti "pensieri" di pura fantasia in scene dove i personaggi non parlano;

Il ridoppiaggio è stato poi utilizzato per le successive trasmissioni TV e per l'uscita in DVD.

### Edizioni home video
L'edizione VHS del film fu prodotta da Dynamic Italia e distribuita da Terminal Video Italia nel 1999. La VHS conteneva il film con il primo doppiaggio.
L'edizione DVD fu prodotta da Dynit, nuova incarnazione della Dynamic Italia. Il 2 settembre 2006 fu distribuita in edicola da De Agostini, mentre la distribuzione sul mercato avvenne il 6 giugno 2007 a opera della Terminal Video Italia. Mentre il master video è un semplice riversamento dalla precedente VHS, l'audio è disponibile in italiano in Dolby Digital 5.1 e in giapponese in 2.0. Poiché la versione italiana del film fu concessa da RTI, il DVD contiene esclusivamente il ridoppiaggio. Sono inclusi inoltre i sottotitoli in italiano e, come extra, landscapes e schede sui personaggi.